# خالد يحيى العزي
خالد يحيى حسن العزي (1924 - 2001) كاتب وحقوقي وشاعر عراقي. ولد في مدينة سامراء، وتخرّج بكليّة الحقوق عام 1950. حصل على دبلوم الخدمة الاجتماعية من الولايات المتحدة عام 1953، ودبلوم القانون من القاهرة 1956، والماجيستر من القاهرة 1957، والدكتوراه من هولندا عام 1971. شغل مناصب عالية في العراق والقطر. نشر أبحاثه وشعره في الصحف والمجلّات. من دواوينه الشعرية زهر العمر 1990 وصدى الزمن. وله قصة بعنوان ملكة الربيع 1949، وعدد من المؤلفات في القانون والسياسية والاجتماع. توفي في بغداد. 

## سيرته
ولد خالد يحيى حسن العلي العزي عام 1924 في مدينة سامراء بالعراق وفيها أتم دراسة الابتدائية ثم انتقل إلى بغداد وأكمل دراسته الثانوية والجامعية فيها. تخرج في كلية الحقوق 1950 ، وحصل على دبلوم الخدمة الاجتماعية من الولايات المتحدة الأمريكية 1953 ، ودبلوم القانون من القاهرة 1956 ، والماجستير من القاهرة 1957 ، والدكتوراه من هولندا 1971.

عمل في حقل التعليم، وفي جامعة الدول العربية، وشغل مناصب عالية في العراق وفي قطر. عمل بجامعة الدول العربية بالقاهرة من 1954 حتى 1964، ثم عمل في العراق مديراً عاماً للعمل، فمديراً عاماً للدائرة السياسية لمجلس الوزراء فمستشاراً في مجلس شورى الدولة مهنة المحاماة.

كان عضواً في جمعيات علمية وأدبية داخل العراق وخارجه منها: الجمعية المصرية للقانون الدولي واتحاد الأدباء العراقيين واتحاد الحقوقيين العرب والاتحاد العام للكتاب والمؤلفين وجمعية حقوق الإنسان العراقية.

نشر أبحاثه وأعماله الإبداعية في الصحف والمجلات وشارك في عشرات المؤتمرات داخل العراق وخارجه.

توفي عام 2001 في بغداد. 

## مهنته الأدبية
أول تجربة بدأها في الكتابة والتأليف كانت قصة بعنوان صديق الإمبراطور كتبها وهو لا يزال في مرحلة الدراسة المتوسطة 1936 لمجلة الطالب، كما أصدر باكورة إنتاجه وهي قصة مصورة بالألوان بعنوان مملكة الربيع 1949، أعادت دائرة ثقافة الأطفال نشرها في عام 1985.
شهرته في اختصاصه القانوني وفي كتابة في العلاقات التاريخية والسياسية لمنطقة الخليج العربي وشط العرب. نظم الشعر وبلغ مؤلفاته المطبوعة 17 كتاباً.

## مؤلفاته
- ملكة الربيع، قصة، 1949
- الخليج العربي ماضيه وحاضره، 1972.
- التأمينات الاجتماعية للعمال في البلاد العربية، 1957.
- الإعانة العائلية في نظام الضمان الاجتماعي، ترجمة محمد عبد اللطيف راجعه خالد العزي.
- مشكلة شط العرب في ظل المعاهدات والقانون، 1980.
- نزاع الحدود البرية العراقية - الإيرانية، 1980.
- الأطماع الفارسية في المنطقة العربية، 1981.
- اضواء على التطور التاريخي للنزاع العراقي -الفارسي حول الحدود، 1981.
- الواقع التاريخي والحضاري لسلطنة عمان، 1986.
- مشاهدات سائح في الاتحاد السوفياتي وفلندا، 1986.
- زهر العمر ، ديوان شعر، 1990.
- صدى الزمن.
- رعاية الأسرة

## وصلات خارجية
- في أرشيف المجلات